# Ivar Ekeland

Ivar Ekeland escreveu livros de cultura popular sobre a teoria do caos e sobre fractais, tal como o conjunto de Julia (animado). A exposição de Ekeland originou inspiração para a discussão de Michael Crichton sobre o caos em Jurassic Park.

Ivar Ekeland (Paris, 2 de julho de 1944) é um matemático francês de ascendentes noruegueses.
Foi palestrante convidado do Congresso Internacional de Matemáticos em Helsinque (1978: Problèmes variationnels non convexe).